# 僕と恋するポンコツアクマ。
『僕と恋するポンコツアクマ。』（ぼくとこいするポンコツアクマ）は、2015年9月25日にスミレより発売されたアダルトゲーム。略称は『恋クマ。』。
萌えゲーアワード2015にて9月月間賞を受賞したほか、金賞・エロス系作品賞PINKも受賞した。
また、2016年5月27日にはファンディスク『僕と恋するポンコツアクマ。すっごいえっち！』が発売されたほか、2016年6月23日にはGyutto.comと、エロゲ市場（eroichi）にてAndroid移植版（18禁）の配信が開始された。

## 概要
『ラヴレッシブ』、『夏恋ハイプレッシャー』に続く、「スミレ」ブランドのアダルトソフト3作目。今作ではHの描写に重点が置かれており、同ブランドで初めて該当シーンにアニメーションを採用し、CGも多めに用意されたほか、Hシーンを阻害しないようにとの配慮からコンフィグ設定の多様さが特徴として挙げられている。ファンディスクである『すっごいえっち！』は、メインヒロインルートの後日談のほか、人気の高いサブヒロインとのシナリオのほか、ファンからの要望が大きかったハーレムルートなどが収録されている。

## ストーリー

### 『僕と恋するポンコツアクマ。』
ある日、主人公・蓮は幼馴染の梨々愛（リリア）に陰茎を触られそうになり、戸惑う。事情を聴くと梨々愛はサキュバスだが、性経験に疎いという悩みがあり、彼に何とかしてもらおうと泣き付いて来たということが判明した。彼女の母が学園長を務める学園には、梨々愛と同じように矛盾を抱えた「寒さが苦手な雪女」や「布を纏うのが嫌いなミイラ」といった人外の少女たちが集められた特設女子寮があった。手違いでそこに入寮してしまった主人公は寮監の手伝いをすることになったが、成り行きで先生として「男としての役割」も彼女たちから求められるようになり、健全な男子として幸せな学園生活を送ることになった。

### 『すっごいえっち！』
桐谷梨々愛シナリオ『淫乱サキュバスの花嫁修業』
結婚を夢見て、蓮との甘い生活を送る莉々愛は、母・怜香から家事ができないことを指摘される。その欠点を克服すべく、莉々愛は寮を出て、実家で蓮と一緒に暮らす形で花嫁修業を始めるのであった。
藤真咲莉シナリオ『お兄ちゃんだって妹に甘えたい』
咲莉は「キューピッ＝トゥ」の襲名に向けて多忙になり、兄との性生活をより濃厚なものにしていった。
綾崎 優シナリオ『雪女と白濁（しろ）すぎる同棲生活』
寮を出た優と蓮は同棲生活を始めるが、優は家事そっちのけで蓮に性行為を頻繁にせがむという問題が発覚する。
有瀬川アルルシナリオ『王妃、色を好む』
蓮を婿に迎えたアルルだったが、帝王学の授業そっちのけで蓮に欲情してばかりだった。
葵 雅妃シナリオ『魔女っ子MのHな禁断症状』
薬科大学への合格を果たしたメルは、蓮への愛を得るべく、自らで媚薬の実験を繰り返した結果、常に発情するという状態に陥ってしまった。
柴崎 凛シナリオ『オトナの階段、一足飛び』
発情期が終わった後も、凛は蓮との交尾を楽しんでいた。ある日、凛は蓮に「妊娠したかもしれない」と告げる。
竜泉寺愛花シナリオ『タマちゃんダムの閉門スイッチ』
愛花は性行為の際に潮吹きする癖に悩み、自らの体質を変えようと努力する。
桐谷怜香シナリオ『俺たちの明日はこっち？』
淫夢能力「真夜中の遊戯」の後、恋人のような態度を取り出した怜香に、蓮は少し心配する。
ハーレムルートシナリオ『僕とHなポンコツアクマたち』

## 登場人物
藤真 蓮 （ふじま れん）
本作の主人公。学園二年。ごく普通の男子高校生。両親が家を開けがちで、咲莉とほぼ二人ぐらし。家事が得意で女子力が高いが、知り合い以下の一般生徒からは「死ねばいいのに」などと妬まれたりしている。幼なじみの梨々愛が起こした騒動の巻き添えを食う形で住んでいた築40年以上のアパートを追い出され、ポンコツ寮に強制移住させられ、そこで「マ族」について初めて知らされた。自身はポンコツではないため、タマの補佐役として寮に住んでいる。
桐谷 梨々愛（きりたに りりあ）
声 - 小倉結衣
主人公の幼馴染であるサキュバスの少女で、二年生のクラスに在籍する。幼稚な性格故にトラブルが絶えず、大抵のことは笑ってごまかすが、短所であることを自覚していることから、自らの世間知らずぶりに思い悩んでいる。難しいことを考えることが苦手で、性欲旺盛かつ性的な事柄に関しては特に頑固である一方、貞操概念が強い。好きなものはベタな少女漫画。
藤真 咲莉（ふじま えみり）
声 - 橘まお
蓮の義妹である天使の少女。学園一年。幼少時はキューピッドとしてアイドル活動していたが、お笑い番組への出演を依頼されたことを機に芸能活動をやめ、さらには清廉さが要求される天使の生活に嫌気がさして家出をし、蓮の家に転がり込んできたという経緯がある。キューピッドの名前の継承権を持つが、キユーピーマヨネーズを思わせるという理由から継承を拒否している。
ブラコンであり、蓮がおとなしくなったところを見計らっていろいろとチェックして回る。
『すっごいえっち！』では、チアリーディング部に仮入部しており、部のユニフォームをHに使う場面がある。
綾崎 優（あやさき ゆう）
声 - 歩サラ
雪女の少女。編入生として、学園二年のクラスに在籍している。無口で表情の変化が乏しいが、実際は感情豊かな人物。（本人曰く）新潟県の山中にある雪女の里の出身。低体温と冷え性に悩んでおり、主人公にぬくもりを分けてもらおうとして抱き着く癖がある。その一方、少しの暑さでも汗をたくさんかく体質であり、好物の辛いものを食べて汗をかく。ただし辛党と呼べるほど耐性があるわけではなく、やせ我慢することも多い。
有瀬川 アルル（ありせがわ アルル）
声 - 上田朱音
マミーの少女。学園一年。本人曰くエジプトの隣国（入り口ゲートの裏側）の出身。まじめな性格で、窮屈なものや場所が苦手ではあるが、それ以外はまじめで常識的な人物。なお、包帯で全身を覆うのは、マミーたちの間では正装とみなされており、人間たち（日本人）の和服と同様に現代のマミーたちの間では一般的ではない。学園でただ一人の生物部員で、服を着る必要のない動物たちを羨んでいる。
葵 雅妃（あおい みやび）
声 - 手塚りょうこ
魔女の少女。学園三年。本人曰くヨーロッパ出身。少子化や不妊治療への関心が強く、日夜精力剤の開発にいそしんでおり、しばしば自身が開発した新薬で自分を実験台にした人体実験をしている。家業である薬剤師を継ぎたいと考えているが、勉強が苦手であるため両親から反対されている。
読者モデルなどをしているため、学園では有名人で人気者。三年生は自由登校のため学園では保健室の手伝いをしている。
柴崎 凛（しばさき りん）
声 - 藤咲ウサ
蓮たちの後輩にあたるトラ女。変身しても獣耳と尻尾が出るだけであり、よく猫娘と間違えられてはトラだと言い張る。
苦学生でコンビニでバイトに励んでは廃棄弁当で食いつなぎ、周囲の涙を誘っている。
竜泉寺 愛花（りゅうせんじ あいふぁ）
声 - 白雪碧
蓮たちのクラスの担任を務める龍族の女教師で、精神も外見も幼い。生徒たちからは「タマちゃん」、「タマちゃん先生」などと呼ばれている。中国の山奥にある龍の里の名家の出ながらも、その駄目っぷりゆえに両親から勘当された一方、祖父からは甘やかされて育ったこともあり、家事も仕事もせずにゲームやアニメにのめりこむほど自堕落な人物となった。授業もまともに行っておらず、クレームメールの出し方で潰すこともある。また、背が低すぎる（黒板の下半分しか届かない）ため、板書が極めて見づらい。
桐谷 怜香（きりたに れいか）
声 - かわしまりの
梨々愛の母にして、蓮の育ての親同然の人物。蓮たちの学園の学園長を務めつつも、異世界からの交換留学生の受け入れも行っている。
サキュバスとしては落ちこぼれな娘にいら立ちつつも、立派なサキュバスになってほしいと願っている。また、一途で献身的というサキュバスという種族の特性もあり、留守がちの夫に対しても思い悩んでいる。
ポチ
ケルベロスだが、首が一つしかなく、ただの柴犬のような見た目をしている。本来三つあるはずの首が一つしかないため言葉を発せられず、ポンコツ認定されている一方、本人は現在の生活に満足している。かなり凶悪な首輪（蓮曰く「世紀末的な」）首輪をしている。
ゴメ
願いをかなえるとされるシロクジラで「願いを言え。どんな願いも2つだけ叶えてやろう」と持ちかけてくるが、実際は聞くだけ聞いて「そうか…」というだけで去ってしまう、ただのゴマフアザラシ。『すっごいえっち！』では追加パッチという形でゴメルートが追加された。
しげる
寮のリビングで飼育されている黒いケサランパサラン。

## 用語
蒼ヶ浜（あおがはま）
主人公たちの住む海沿いの地方都市。都心からほど近いリゾート地として知られており近年再開発が盛んに行われている。日本国内だが、かなり異国風の街並み。
蒼ヶ瀬（あおがせ）学園
主人公たちが通う学園。同じくリニューアルされているが、元々田舎の学園のため、モニターが教室に設置されているにもかかわらず、教材はPDFではなく紙媒体のまま、授業もノートや黒板を用いて板書で行うなど変な所でアナログ。また学力レベルも特別高くはない。ただし、制服は街に合わせてお洒落にリニューアルされている。
ポンコツ寮
主人公たちが住む学生寮。名前の通り、「マ族」としてポンコツな生徒たちを集めた寮。元々は海上ペンションとして作られたため、名前とは違ってかなり豪華。
マ族
人間とは異なる存在のこと。妖怪や天使、悪魔、龍、西洋のモンスターなど様々な者がいる。住んでいる場所は様々だが、わりと人間くさい生活を送っている。
マ界
マ族たちが住む世界。一般のイメージとは違い、コンビニや家電製品、自動車などが普通に存在しており、ネット通販も若干のタイムラグを経て届く。ただし、空の色が赤かったり、奇妙な動植物がいるなど、人間界と異なる部分もある。

## 音楽
本作の音楽を手掛けた水城新人は、SHOT MUSICとのインタビューの中で、「音楽担当として自分がスミレに所属しているため、BGM・オープニングテーマ・エンディングテーマについて、ライター兼ディレクターの雪仁とは相手がめんどくさがるほど細かい打ち合わせをしている」と述べている。オープニングテーマ、エンディングテーマ、そしてSHOT MUSICのThe LASTTRAKによるオープニングテーマのリミックス版は予約特典のマキシシングルに収録されたほか、「『僕と恋するポンコツアクマ。』Vocal Collection」 にも収録されている。

### 主題歌
オープニングテーマ「ポンコツロケンロー」
作詞：雪仁/作編曲：水城新人/歌唱：AiRI
スミレの過去2作では単一のものがテーマとして設定されていた一方、「ポンコツロケンロー」 は可愛さや楽しさを重視し、跳ねるような雰囲気の曲として制作された。
歌詞はライター兼ディレクターの雪仁が手掛けており、「あくまで」「飽くまで」といった作品のタイトルを生かした言葉遊びが含まれている。
「ポンコツロケンロー (“SHOT MUSIC” The LASTTRAK’s Electro House Remix)」
リミックス：The LASTTRAK（SHOT MUSIC）
上記楽曲のリミックス。テンポが速いロックである原曲に対し、クラブでDJがプレイしやすく客が楽しく踊れるような少し落ち着いた4つ打ちのエレクトロ・ハウスとしてリミックスされた。
The LASTTRAKはSHOT MUSICとのインタビューの中で、リミックスの原型を作るだけでも苦労したと述べており、軸になるピアノのフレーズと歌のメロディがはまったときは地獄から抜け出せたような気分だったと振り返っている。
エンディングテーマ「メリィメリィゴゥランド」
作詞：雪仁/作編曲：水城新人/歌唱：千歳サラ
「メリィメリィゴゥランド (“SHOT MUSIC” Asterisk remix)」
リミックス：Asterisk
上記楽曲のリミックス。
『すっごいえっち！』オープニングテーマ「ウルトラハレーション」
作詞：雪仁/作編曲：水城新人/歌唱：AiRI

## 関連商品
イベントで何度か関連グッズがリリースされており、後にスミレ公式の通販サイトでも販売されていた。
- 電気外祭り in新宿 2015 WINTER（2016年1月8日発売）[8]
  - スミレ電気外祭り 2016winterセット
  - 『恋クマ。』桐谷梨々愛 抱きまくらカバー
  - 『恋クマ。』葵雅妃 ダブルスエードB2タペストリー
  - 『恋クマ。』ゴメTシャツ
  - 『恋クマ。』150mm缶バッジ
  - 『恋クマ。』2016年カレンダー
- character1 2016（2016年5月1日発売）[9]
  - 『恋クマ。』藤真咲莉　抱きまくらカバー
  - 『恋クマ。SE』イメージビジュアルB1タペストリー
- 電気外祭り in浅草 2016 SUMMER（2016年8月11日発売）[10]
  - 『恋クマ。』有瀬川アルル 抱きまくらカバー
  - 『恋クマ。SSC』B2タペストリー
  - 『僕と恋するポンコツアクマ。』Vocal Collection

## 反響

### 受賞
本作は萌えゲーアワード2015にて9月月間賞を受賞したほか、金賞・エロス系作品賞PINKも受賞した。
金賞・エロス系作品賞PINKの選考委員を務めたデザインスタジオ威風堂の高木敬介は、愛嬌のある登場人物やテンポの良いシナリオ、そして物語が進むにつれてHシーンが盛り上がっていくというサービス精神を選考の理由としている。